# Tielt (huyện)
Huyện Tielt (tiếng Hà Lan: Arrondissement Tielt; tiếng Pháp: Arrondissement de Tielt) là một trong tám huyện hành chính ở tỉnh Tây Flanders,  Bỉ.

## Lịch sử
Huyện Tielt được thành lập năm 1818 và ban đầu bao gồm các tổng Ruiselede và Tielt,  các tổng được chuyển từ huyện Bruges, và tổng Meulebeke được tách từ huyện Kortrijk. Vào năm 1823,  các huyện Torhout và Wakken bị giải thể, do đó các đô thị trước đó thuộc huyện Torhout và tổng Oostrozebeke được đưa vào huyện này.
Đô thị Ardooie từ huyện Roeselare được bổ sung vào huyện này năm năm 1977.

## Các đô thị
TheAdministrative Huyện Tielt bao gồm các đô thị sau:
- Ardooie
- Dentergem
- Meulebeke
- Oostrozebeke
- Pittem
- Ruiselede
- Tielt
- Wielsbeke
- Wingene